# Gymnosporia thomsonii
Gymnosporia thomsonii är en benvedsväxtart som beskrevs av Kurz. Gymnosporia thomsonii ingår i släktet Gymnosporia och familjen Celastraceae. Inga underarter finns listade.